# Borggölen (Ulrika socken, Östergötland)
Borggölen är en sjö i Linköpings kommun i Östergötland och ingår i Motala ströms huvudavrinningsområde.